# Comezzano-Cizzago
Comezzano-Cizzago ist eine norditalienische Gemeinde (comune) mit 4150 Einwohnern (Stand 31. Dezember 2023) in der Provinz Brescia in der Lombardei. Die Gemeinde liegt etwa 24 Kilometer westsüdwestlich von Brescia.

## Geschichte
Die vormals eigenständigen Gemeinden Comezzano und Cizzago wurden 1927 zusammengelegt.